# دوباشنو
دوباشنو (به لهستانی:  Dubaśno) یک روستا در لهستان است که در گمینا نوو دوور واقع شده‌است.